# Hyloxalus ramosi
Hyloxalus ramosi är en groddjursart som först beskrevs av Philip A. Silverstone 1971.  Hyloxalus ramosi ingår i släktet Hyloxalus och familjen pilgiftsgrodor. IUCN kategoriserar arten globalt som otillräckligt studerad. Inga underarter finns listade i Catalogue of Life.